# Аутсорсинг
Аутсо́рсинг (от англ. outsourcing: (outer-source-using) использование внешнего источника и/или ресурса) — передача организацией на основании договора определённых видов или функций производственной предпринимательской деятельности другой компании, действующей в нужной области. В отличие от услуг и поддержки, имеющих разовый, эпизодический или случайный характер и ограниченных началом и концом, на аутсорсинг обычно передаются функции по профессиональной поддержке бесперебойной работы отдельных систем и инфраструктуры на основе длительного контракта (не менее 1 года).
Аутсорсинг позволяет повысить эффективность предприятия в целом и использовать освободившиеся организационные, финансовые и человеческие ресурсы для развития новых направлений или концентрации усилий, не требующих повышенного внимания.
В российской предпринимательской практике на аутсорсинг чаще всего передаются такие функции, как ведение бухгалтерского учёта, обеспечение функционирования офиса (например, уборка помещений), переводческие услуги, транспортные услуги, поддержка работы компьютерной сети и информационной инфраструктуры, рекламные услуги, обеспечение безопасности.
По данным Института аутсорсинга (Outsourcing Institute, США), аутсорсинг является развивающимся видом оптимизации деятельности предприятий, причём наибольший рост наблюдается в сфере финансов и бухгалтерского учёта. Статистика, собранная в 1997 году Американской ассоциацией управления, показала, что уже тогда 20 % из числа 600 опрошенных фирм передали на аутсорсинг хотя бы некоторую часть финансовых и бухгалтерских операций, а 80 % — часть административных функций.

## Виды аутсорсинга

### Производственный аутсорсинг
При производственном (или промышленном) аутсорсинге сторонней организации передаются частично или целиком производство продукции или её компонентов.

### ИТ-аутсорсинг (ITO)
Предполагает делегирование внешней специализированной компании решение вопросов, связанных с разработкой, внедрением и сопровождением информационных систем как целиком на уровне инфраструктуры предприятия (сопровождение оборудования или ПО), так и объёмов работ, связанных с развитием и/или поддержкой функционирования отдельных участков системы (программирование, хостинг, тестирование программного обеспечения и т. д.).

### Аутсорсинг управления знаниями (KPO)
KPO предполагает управление процессами, которые требуют глубокого изучения или серьёзной аналитической обработки данных, формирования и управления базами знаний, которые в последующем могут использоваться в том числе и для поддержки принятия решений. Аутсорсинг управления знаниями сейчас только начинает получать распространение на территории США.

## Аутсорсинг в силу закона
В ряде случаев организация обязана передать функции по осуществлению определённой деятельности сторонним организациям. Например, паевой инвестиционный фонд не может самостоятельно вести учёт, контроль и управление собственными активами. Для этого он обязан прибегать к услугам хранителя, аудитора и управляющей компании.

## Наиболее распространённые формы аутсорсинга
На сегодняшний день в мире существует множество разновидностей аутсорсинга бизнес-процессов, многие из которых успешно применяются и на российских предприятиях. Процессы, которые передаются сторонним компаниям, могут существенно отличаться друг от друга в зависимости от специфики отрасли деятельности, целей и задач в каждой конкретной организации. Тем не менее, существует несколько характерных примеров, реализация которых возможна для большинства предприятий независимо от их размера.

### Аутсорсинг в сфере ИТ
ИТ-аутсорсинг (англ. IT outsourcing) — частичная или полная передача товаров/работ и услуг по поддержке, обслуживанию и модернизации ИТ-инфраструктуры в руки компаний. Для них выполнение подобных работ — профильное направление деятельности.
Развитие корпоративных информационных систем привело к возможности их аутсорсинга. До 90-х годов некоторые типы аутсорсинга (например, оффшорный аутсорсинг колл-центров) технически было чрезвычайно трудно реализовать. Часто под аутсорсингом информационных процессов понимается аутсорсинг ИТ-процессов организаций, не связанных с ИТ-отраслью непосредственно. В западных странах распространен комплексный ИТ-аутсорсинг, в рамках которого подрядчику передается вся ИТ-инфраструктура заказчика.
В России такой подход используется крайне редко, компании предпочитают использовать его ограниченные варианты, такие как хостинг приложений или поддержка корпоративных сайтов. В настоящее время основными поставщиками аутсорсинговых ИТ-услуг в России являются системные интеграторы, однако за последние 2-3 года появился ряд крупных российских игроков, для которых аутсорсинг является основным видом деятельности. Вместе с тем, на российский рынок активно выходят крупнейшие мировые «игроки»: IBM и HP. Модель SaaS также можно рассматривать как вариант аутсорсинга в области эксплуатации программного обеспечения.
Аутсорсинг в сфере ИТ — передача стороннему подрядчику ряда внутренних услуг и (или) внутренних сервисов компании-заказчика, в том числе на основе использования (например, аренды) его программных продуктов, приложений, технических средств и фрагментов инфраструктуры. Простейшим вариантом подобной практики является хостинг сайта компании. Многие современные компании пользуются услугами аутсорсинга, что говорит о его популярности и выгодности для конечного потребителя. Аутсорсинг может рассматриваться как сервис, организованный определённой компанией, где несколько услуг предоставляются комплексно для полного охвата потребностей клиента.
На практике, обычно акцент ставится на одну из конкретных услуг.

#### Обслуживание инфокоммуникационных систем предприятия
Абонентское обслуживание компьютеров — наиболее распространенный на практике вид аутсорсинга в ИТ-сфере.
При таком виде обслуживания заказчику предлагается комплексный набор услуг, позволяющий ему обойтись без собственного системного администратора или же значительно снизить его загрузку. Абонентское обслуживание компьютеров, как правило, включает в себя следующие виды услуг:
- настройку и обновление аппаратной части оборудования;
- настройку и обновление программного обеспечения;
- создание защиты против взломов и проникновения в сеть;
- антивирусная профилактика;
- оперативный ремонт и замену оборудования;
- профилактические мероприятия по предотвращению поломок и износа оборудования;
- резервное копирование информации;
- консультирование и обучение персонала.

На практике те же фирмы часто оказывают сопутствующие услуги — поддержание работоспособности оргтехники, модернизацию (upgrade) компьютерного парка, прокладку локальных сетей, подключение IP-телефонии и настройку АТС, а также ИТ-аудит и консалтинг. Поэтому обслуживание компьютеров часто приобретает форму обслуживания всего комплекса информационных систем предприятия-клиента.

#### Аутсорсинг ЦОД
Во многих отраслях компании сталкиваются с необходимостью пользоваться услугами дата-центров или ЦОД (Центр Обработки Данных). Строительство собственного ЦОД требует от компании привлечения финансирования, проведения общестроительных работ, решения проблем с энергоснабжением, закупки серверного оборудования, организации службы эксплуатации ЦОД и обеспечения безопасности. ЦОДы периодически требуют текущей и капитальной модернизации. Многие компании предпочитают вместо создания корпоративного ЦОД заключить договор SLA с коммерческим ЦОДом и получить услуги ЦОД как сервис.

#### Внешнее размещение инфокоммуникационных систем (SaaS)
Аутсорсинг размещения ИТ-систем (модель «программное обеспечение как услуга», англ. Software as a Service, SaaS) является разновидностью аутсорсинга информационных процессов. В отличие от обычного хостинга, SaaS аутсорсер не только предоставляет физическое оборудование для размещения информационных систем, но и обеспечивает их установку, поддержку и обновления.
В рамках модели SaaS заказчики платят не за владение программным обеспечением как таковым, а за его аренду (например, за его использование через веб-интерфейс). Таким образом, в отличие от классической схемы лицензирования ПО, заказчик несет сравнительно небольшие периодические затраты, и ему не требуется инвестировать существенные средства в приобретение системы. Схема предполагает, что если необходимость в программном обеспечении временно отсутствует, заказчик может приостановить выплаты.
Схема SaaS наглядно демонстрирует взаимосвязь между различными видами BPO. Компания, разрабатывающая SaaS-системы по управлению персоналом или бухгалтерскому учёту, может одновременно являться провайдером BPO-сервисов в этих направлениях.

#### Разработка программного обеспечения
Широкое распространение получил аутсорсинг разработки программного кода. Традиционным лидером в области ИТ-производства является Китай, а ведущими разработчиками программного кода — Индия, страны Восточной Европы, Белоруссия, Украина и Россия. В течение 2007—2008 годов сразу несколько ведущих ИТ-корпораций открыли в России собственные центры разработки.
Россия, Украина и Белоруссия, вместе с рядом других развивающихся стран (в первую очередь Индией), входят во второй эшелон популярных направлений для аутсорсинга разработки программного обеспечения сразу после Индии и Китая. В России и Белоруссии в число лидеров в области разработки программного обеспечения входят компании EPAM Systems, IBA Group, Intetics, Luxoft, ICL Services, Accenture, Exigen Services, Reksoft, Auriga, DataArt, MERA, ЛАНИТ. Среди зарубежных компаний можно отметить, например, Topcoder.

### Аутсорсинг в финансовой сфере

#### Бухгалтерское обеспечение
Бухгалтерский аутсорсинг — один из вариантов бухгалтерского обеспечения функций учёта и отчетности на предприятии, за которое несёт полную ответственность руководитель предприятия. В данном варианте в целях обеспечения бухгалтерского учёта на своём предприятии и предоставления необходимой отчётности ФНС и внебюджетным фондам используется специализированная компания. Формы сотрудничества могут быть весьма разнообразны, начиная от формирования «нулевой отчётности» и до регулярного сотрудничества на ежедневной основе.
Теоретически и практически, бухгалтерская компания может полностью выполнять все функции бухгалтерии предприятия вплоть до исполнения банковских платежей и выставления первичных документов контрагентам, а также начисления заработной платы. Однако это не исключает возможности построения достаточно сложных и гибких бизнес-процессов с использованием внешних компаний и собственных сотрудников для достижения максимальной эффективности.
Не стоит путать аутсорсинг бухгалтерии с привлечением внештатного бухгалтера. Аутсорсингу присуща, главным образом, передача регулярных функций. В то время как привлечение внештатного специалиста необходимо расценивать скорее как передачу эпизодических объёмов работ конкретному исполнителю.
Одним из очевидных недостатков аутсорсинга финансовых процессов и бухгалтерского учёта являются опасения заказчиков за сохранность принадлежащей им финансовой информации, за правильность ведения и предоставления финансовой и налоговой отчетности в регулирующие органы. И хотя крупные аутсорсинговые компании обладают соответствующей компетенцией и несут ответственность перед заказчиком за правильность и своевременность предоставления информации, тем не менее, именно финансовый отдел и бухгалтерия заказчика отвечают перед государством за правильность и своевременность отчетности. Как следствие, крупные заказчики в России неохотно идут на такой аутсорсинг, предпочитая вести бухгалтерию самостоятельно.
Критически важным активом любой аутсорсинговой компании является её репутация на рынке и отзывы уже состоявшихся клиентов.

#### Инвентаризационный аудит
Передача процесса инвентаризации на аутсорсинг, как правило, связана с решением проблем, связанных с учётом имущества. Используется технология, основанная на штриховом кодировании. Носителем информации об учитываемом объекте является специальная самоклеящаяся этикетка со штрихкодом, разрушающаяся при попытке её снятия (аналог инвентарной бирки). Основные средства, товары и материалы маркируются этикетками или бирками. Для сбора информации об имуществе при проведении инвентаризации используются терминалы сбора данных со встроенным сканером штрихового кода.

#### Обеспечение взаиморасчетов с персоналом
Аутсорсинг расчёта заработной платы обычно основывается на бизнес-модели SaaS. При этом подразумевается именно расчёт заработной платы, премиальных, командировочных, пособий, компенсаций и т. д., а не осуществление выплат.

### Аутсорсинг в сфере управления персоналом
Любая компания вынуждена решать задачи, связанные с управлением персоналом — наймом сотрудников, расчетом компенсаций и налоговой отчетностью. При этом, подобная деятельность является профильной лишь для кадровых агентств. Именно поэтому практика аутсорсинга управления персоналом (англ. HRO, Human Resources Outsourcing) приобрела значительную популярность. Чаще передаются процессы, связанные с подбором и поиском сотрудников (а также лизингом персонала и аутстаффингом), реже — процессы кадрового администрирования и расчёта заработной платы.
Практика аутсорсинга процессов управления персоналом широко распространена в России. Примерами компаний, предоставляющих услуги по набору и найму персонала являются различные кадровые агентства. Поставщиков комплексных услуг аутсорсинга в сфере управления персоналом и кадрового администрирования в России значительно меньше.
Основными направлениями использования аутсорсинга персонала являются:
- Аутсорсинг логистического и складского персонала. Именно применение аутсорсинга логистического и складского персонала является решением для предприятий, которые требуют быстрого запуска и обеспечения функционирования целого направления.
- Аутсорсинг строительного персонала. Компании, пользующиеся аутсорсингом строительного персонала, решают вопрос сезонной активности своего направления.
- Аутсорсинг торгового персонала. Использование аутсорсинга торгового персонала обеспечивает любые торговые сети необходимым количеством персонала непосредственно со дня её открытия.
- Аутсорсинг гостиничного и ресторанного персонала. Вопрос высочайшей квалификации сотрудников, которая имеет прямое влияние на уровень удовлетворенности посетителей, решается посредством аутсорсинга гостиничного и ресторанного персонала.
- Аутсорсинг производственного персонала. Сложности в выполнении вспомогательных процессов исключаются в случае применения аутсорсинга производственного персонала. При этом, аутсорсингу персонала по плечу любое направление.
- Кадровый аутсорсинг. Передача сторонней компании функций отдела кадров.

#### Использование внештатного персонала
Выведение персонала за штат (аутстаффинг) — кадровое агентство (или иная структура) оформляет сотрудников компании в свой штат, при этом сотрудник остается на своем рабочем месте и выполняет прежние обязанности. В зависимости от особенностей налогообложения, это может существенно снизить реальную стоимость найма или позволит получить специальные льготы для компаний с малым штатом.
Развитием этой ситуации является направление временно свободного персонала на работу в разные предприятия (лизинг персонала).

### Аутсорсинг в сфере розничной торговли
Ретейл аутсорсинг (от англ. retail outsourcing: использование внешнего источника/ресурса в розничной торговле) — одна из разновидностей аутсорсинга бизнес-процессов, предполагающая передачу ряда операционных функций розничного торгового предприятия сторонним специализированным подрядчикам. В первую очередь, речь идет о ресурсном обеспечении логистических и расчетно-кассовых функций в торговой точке. Включает различные виды работ, связанные с движением товаров от производителя до конкретного места на полке магазина, в том числе транспортировку, складское обслуживание, выполнение кассовых операций, сопровождение на прилавке и мерчандайзинг. Кроме того, к ретейл аутсорсингу относятся функции, связанные с упаковкой, фасовкой и комплектацией товаров, которые могут осуществляться внешними компаниями как на своих производственных мощностях, так и непосредственно на складах и торговых площадях розничных предприятий. В обязанности привлекаемых подрядчиков входит постановка всего бизнес-процесса «под ключ», в том числе подбор, обучение и ротация задействованного линейного персонала, контроль качества оказываемых услуг, оформление требуемой разрешительной документации и допусков.

### Аутсорсинг в области сбытовых (маркетинговых) коммуникаций

#### Исходящийтелемаркетинги обработка телефонных вызовов
Ещё одним распространённым примером аутсорсинга бизнес-процессов является аутсорсинг процессов в области управления взаимоотношениями с клиентами (англ. CRM) и, в частности, аутсорсинг обработки телефонных вызовов и передача на сторону колл-центров. Многие западные компании используют именно этот тип аутсорсинга, размещая колл-центры в местах с дешёвой рабочей силой, зачастую, в других странах.
Лидирующим поставщиком услуг по аутсорсингу колл-центров является Индия, способная предоставить западным компаниям приемлемое качество по низким ценам (за счёт дешёвой рабочей силы). Достаточно часто колл-центры размещаются в странах Восточной Европы, а также в некоторых арабских государствах (например, в Египте).
Аутсорсинг колл-центров в России также достаточно распространён, однако имеет несколько другую форму. Требования к владению русским языком практически исключают размещение колл-центров в дальнем зарубежье и даже в некоторых странах СНГ. Поэтому многие компании предпочитают переносить центры обслуживания клиентов в российские провинциальные города со сравнительно дешёвой рабочей силой. Для управления колл-центром часто создаётся отдельное юридическое лицо, что позволяет считать это сорсинговой моделью, но не является аутсорсингом (инсорсинг).

### Аутсорсинг офисной печати
Аутсорсинг офисной печати — передача в управление всей офисной печатной техники с дальнейшей установкой аутсорсером своего печатного оборудования. При этом фирма переходит на оплату за одну печатную страницу.

### Другие формы аутсорсинга

#### Правовое и информационное обеспечение
Нередко компании вместо штатного юриста предпочитают пользоваться аутсорсингом. Как правило, это обходится значительно дешевле, чем содержание собственного специалиста. Юридические услуги, как и бухгалтерские, нужны любому предприятию, учреждению или общественной организации, но в большинстве случаев нагрузки просто недостаточно, чтоб сделать выгодным использование штатного юриста.

#### Аутсорсинг издательской деятельности
Типичными примерами аутсорсинга также являются передача стороннему исполнителю функций перевода, печати и постпечатной обработки документов, издание корпоративных газет и журналов. Издательство имеет штат редакторов, корректоров, отдел вёрстки, внештатных авторов. Для перевода материалов, печати изданий и распространения (наиболее ресурсоёмкие и дорогие направления) могут привлекаться сторонние организации.
Отдельным направлением издательского аутсорсинга является организация и обеспечение продаж печатных СМИ.

#### Логистический аутсорсинг
Словосочетание «логистический аутсорсинг» обозначает приобретение у третьей стороны услуг по управлению запасами, транспортировке товара, его складированию и всем бизнес-процессам, связанным с этими операциями.

#### Социальный аутсорсинг
Социальный аутсорсинг — передача социальными учреждениями на постоянной основе внешним исполнителям тех или иных своих функций, включая предоставление социальных услуг.